# منجم مصانع
منجم مصانع هو منجم معادن. يقع في منطقة جازان بالمملكة العربية السعودية.  يمتلك احتياطيا يبلغ 7.9 مليون طن من الخام.